# Pliska
Pliska (în bulgară Плиска) este un oraș în partea de nord-est a Bulgariei. Aparține de  Obștina Kaspicean, Regiunea Șumen.

## Istorie
Localitatea Pliska este prima capitală a Țaratului Bulgar (681-893).

## Demografie
Componența etnică a orașului Pliska
     Turci (5,96%)
     Nicio identificare (13,9%)
     Bulgari (80,13%)
     Romi (0%)
La recensământul din 2011, populația orașului Pliska era de 906 locuitori. Din punct de vedere etnic, majoritatea locuitorilor (80,13%) erau bulgari, cu o minoritate de turci (5,96%). Pentru 13,9% din locuitori nu este cunoscută apartenența etnică.